# Juan Miguel Villar Mir
Juan Miguel Villar Mir   (Madrid, 30 de setembre de 1931 - Madrid, 6 de juliol de 2024), I marquès de Villar Mir va ser un advocat, empresari, doctor enginyer de camins, canals i ports que va exercir de Vicepresident per a Assumptes Econòmics i ministre d'Hisenda espanyol.

## Trajectòria laboral i política
Fill de Juan Villar Lopesino i de María del Carmen Mir y Fernández de Losada. El pare fou un militar d'alta graduació que el juliol de 1937 passà del bàndol republicà al colpista esdevenint capità de l'estat major. Juan Villar Lopesino es mostrà poc partidari de Franco i favorable a la monarquia durant la Dictadura.
Va estudiar en el Col·legi del Pilar de Madrid. Format com a enginyer de camins a l'Escola Tècnica Superior d'Enginyers de Camins, Canals i Ports de Madrid, va ser el número u de la seva promoció, i va obtenir molt primerencament el doctorat. Només llicenciar-se, va completar la seva formació tècnica als Estats Units, i a la seva tornada va obtenir dues càtedres universitàries: una a l'Escola d'Enginyers de Camins i una altra a la d'Enginyeria d'Obres Públiques, ambdues a Madrid. Desenvolupà part de la seva carrera a la Universitat Politècnica de Madrid en la seva condició afegida de catedràtic. El 1958 va fitxar per l'Administració com a funcionari del Port de Cadis. El 1961 va ser sotsdirector general de Ports i Senyals Marítims. El 1964 fou nomenat director general d'ocupació. El 1967 accedí a la presidència del Fons Nacional de Protecció del Treball. A la fi de la dècada dels 60, esdevingué president de la llavors empresa gegant Altos Hornos de Vizcaya, i de les seves filials Altos Hornos del Mediterráneo i Hidronitro Española.
Va ser ministre d'Hisenda i vicepresident del Govern per a Afers Econòmics en el primer govern del rei Joan Carles I, entre el 12 de desembre de 1975 i el 5 de juliol de 1976, durant la presidència de Carlos Arias Navarro.
Així mateix va ser president de l'elèctrica càntabra Electra de Viesgo.
El 1987 adquirí a Altos Hornos de Vizcaya la constructora Obrascón per la quantitat d'una pesseta, que finalment es convertiria el 1999 en l'actual OHL.Alhora creà el Grupo Villar Mir, el qual agrupa diferents empreses energètiques (Villar Mir Energía, que ha adquirit Centrica Energía), siderometal·lúrgiques (Ferroatlántica), de fertilitzants (Fertiberia) i de construcció (Grupo OHL).
L'any 2000, un grup d'accionistes de Recol Networks interposa una demanda judicial a deu gestors de la mateixa empresa. Baltasar Garzón va obrir diligències a Ignacio Ozcariz, Carlos de Andrés Ruiz i Juan Miguel Villar Mir per desviament de fons i falsedat documental l'any 2006. Va formar part del Fòrum Pont Aeri.
L'any 2013 va ser guardonat amb el Premi Nacional d'Innovació i Disseny a la trajectòria innovadora. És acadèmic de número de la Reial Acadèmia d'Enginyeria d'Espanya i corresponent de la Reial Acadèmia de Ciències Econòmiques i Financeres.
Va ser president de la Fundació Cotec entre 2012 i 2014, en la qual va substituir José Ángel Sánchez Asiaín, i va ser substituït per Cristina Garmendia.
L'any 2021, en el context de dificultats financeres per la pandèmica de COVID-19, la família Villar Mir va vendre un 26% del capital d'OHL als germans Amodio. També va haver de desinvertir en les seves empreses energètiques, Ferroglobe i Ferroatlántica.

## Trajectòria com a dirigent esportiu
Va ser un dels candidats a la presidència del Reial Madrid en les eleccions de febrer de 1995, però finalment es va unir a la candidatura de Ramón Mendoza, fet i fet guanyadora. Va ocupar la vicepresidència del club, com a responsable d'assumptes econòmics, fins a presentar la seva dimissió al juliol de 1995, per desacords en la gestió financera amb altres membres de la directiva.
En 2006 es va presentar de nou a les eleccions presidencials del club madridista, rebent 6.702 vots, per darrere dels 8.343 vots de Ramón Calderón i els 8.098 Juan Palacios. Els comicis, no obstant això, van estar embolicats d'una gran polèmica, en ser anul·lat el vot per correu, a petició de Calderón, per presumptes irregularitats. Villar Mir, que va considerar els comicis fraudulents, va impugnar l'anul·lació del sufragi postal, encara que el Jutjat de Primera Instància número 47 de Madrid no li va donar la raó, després de la qual cosa va renunciar a seguir amb la via judicial. Les posteriors recerques policials van revelar que els vots no comptabilitzats haguessin afavorit majoritàriament a la candidatura de Villar Mir, encara que no prou per guanyar els comicis.

## Títol nobiliari
El títol de marquès de Villar Mir li va ser concedit pel rei Joan Carles I el 3 de febrer de 2011.

## Imputacions
El 28 de setembre de 2014 va ser imputat per la Fiscalia Anticorrupció pel presumpte falsejament de la concessió d'una obra pública en un hospital de Balears. A l'abril de 2017 el jutge titular del Jutjat Central d'Instrucció 6 de l'Audiència Nacional Eloy Velasco Núñez va requerir informació de Villar Mir per la seva vinculació en l'Operació Lezo. Posteriorment, el 16 de maig, va passar a ser investigat en aquesta trama de corrupció. Per altra banda el febrer de 2018 el jutge de l'Audiència Nacional, Diego de Egea, imputava Juan Miguel Villar Mir en l'anomenada Operació Púnica on s'investigava la trama de corrupció madrilenya d'adjudicació de contractes públics a canvi de comissions.
El desembre del 2020, Juan Miguel Villar Mir va quedar exonerat per ordre de la Sala penal de l'Audiència Nacional per una peça del cas Lezo. No obstant això, la Fiscalia Anticorrupció demanava sis anys i mig de presó i una multa de dos milions d'euros per a l'exconseller delegat d'OHL Javier López Madrid pel presumpte pagament de comissions a canvi d'una adjudicació irregular del tren de Navalcarnero a Madrid el 2007. Per aquests mateixos fets, la fiscal reclama una pena de quatre anys de presó a l'expresident madrileny Ignacio González. El mateix desembre del 2020, Juan Miguel Villar Mir va quedar exonerat per ordre de la Sala penal de l'Audiència Nacional de les peces 8 i 9 de l'Operació Púnica, revocant la decisió del jutge instructor, Manuel García Castellón.